# Koniecpol (Ślęzaki)
Koniecpol – część wsi Ślęzaki w Polsce, położona w województwie podkarpackim, w powiecie tarnobrzeskim, w gminie Baranów Sandomierski. Dawniej folwark.
W latach 1975–1998 Koniecpol administracyjnie należał do województwa tarnobrzeskiego.
W okolicach Koniecpola przepływa rzeka Koniecpólka.
Pod koniec XIX wieku w Koniecpolu wraz z Dąbrowicą, Kaczakami, Ślęzakami i Józefowem mieszkało 1987 mieszkańców, we wioskach znajdowały się 343 domostwa.